# Cargo pour l'enfer
Cargo pour l'enfer est un roman de Bernard Clavel paru en 1993 aux éditions Albin Michel, puis en collection de poche aux éditions J'ai lu  (ISBN 2-290-03878-4) et Pocket en 2002.

## Présentation générale
Ce roman, qui part d'une histoire vraie, est un plaidoyer en faveur du respect de la mer, de sa faune et de sa flore, un cri d'alarme aussi de la part d'un homme qui n'a cessé de dénoncer ce genre de pratique et de nous mettre en garde contre les atteintes à l'environnement.
Chacun des cinq chapitres est introduit par une citation.
- Caraïbe : « En certains lieux, à certaines heures, regarder la mer est un poison. C'est comme, quelquefois, regarder une femme. » (Victor Hugo)
- Les côtes d'Afrique : « Ce que les hommes appellent civilisation, c'est l'état actuel des mœurs et ce qu'ils appellent barbarie, ce sont les états antérieurs. Les mœurs présentes, on les appellera barbares quand elles seront des mœurs du passé. » (Anatole France )
- Méditerranée : « Un monde gagné pour la technique est perdu pour la liberté. » (Georges Bernanos)
- Grand large : « Au Jugement dernier on ne pèsera que les larmes. » (Cioran)
- Connemara : Et s'il existe une autre vie de châtiments et de félicités, il lui sera beaucoup pardonné parce qu'il a beaucoup aimé la mer. (Jean Reverzy)

## Résumé

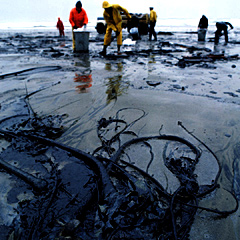
Marée noire

Ce cargo, le Gabbiano, qui vogue sur toutes les mers du monde semble bien inoffensif. Des Caraïbes aux côtes africaines, de la Méditerranée au  Connemara, il sillonne les mers du globe avec sa cargaison. Pourtant, qui sait ce qu'il transporte réellement ? Que sont les produits enfouis au fond de ses soutes ? Même les membres de l'équipage ne semblent pas trop savoir ce qu'ils transportent. En épigraphe, on trouve cette citation de Gaston Bachelard : 
« La barque de Caron va toujours aux enfers. Il n'y a pas de nautonier du bonheur. »

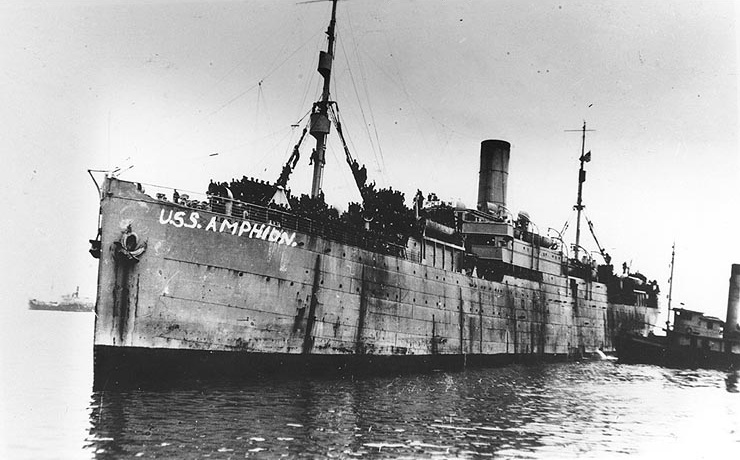
Bateau de 1919

Mais un jour un des tonneaux éclate et une odeur suspecte se répand dans le navire, incommodant l'équipage dont beaucoup de membres finissent par tomber malades. Quel est donc ce mal qui monte de la cale et qui les ronge ? 
Il est bien tard maintenant car plus personne ne veut entendre parler de ce bateau qui 'sent le soufre' : ni l'armateur qui a senti le vent tourner, s'est débarrassé du cargo et s'est évaporé dans la nature, ni les pays qui lui ont fermé leurs ports. Navire à la dérive, livré à lui-même et condamné à errer sans but à travers les océans.
L'équipage devra se battre pour faire reconnaître ses droits ou simplement pour continuer à exister.